# Abigail Spencer
Pour les articles homonymes, voir Spencer.
Abigail Spencer, née Abigail Leigh Spencer, le 4 août 1981 à Gulf Breeze en Floride, États-Unis est une actrice, productrice et scénariste de cinéma et de télévision américaine.
Elle débute dans le feuilleton télévisé américain La Force du destin, qui lui vaut le Soap Opera Digest Awards 2000 de la révélation féminine. Elle joue ensuite l'héroïne de l'éphémère série policière Angela's Eyes (2006). 
Au cinéma, elle apparaît dans divers genres de films comme le blockbuster de science-fiction Cowboys et Envahisseurs (2011), le biopic Chasing Mavericks (2012), le film d'horreur The Haunting in Connecticut 2: Ghosts of Georgia (2013), le film fantastique Le Monde fantastique d'Oz (2013) ainsi que la comédie dramatique C'est ici que l'on se quitte et le thriller L'Affaire Monet (2014). 
À la télévision, elle multiplie les rôles récurrents comme dans les séries Mad Men (2009), Hawthorne : Infirmière en chef (2010) et Suits : Avocats sur mesure (2011-2019). Depuis 2018, elle joue dans Grey's Anatomy, interprétant le rôle de Megan à partir de la saison 14. 
Elle fait aussi partie de la distribution principale de deux séries télévisées : d’abord la dramatique Rectify, de 2013 à 2016, qui lui vaut une citation pour un Critics' Choice Television Awards et un Satellite Award ; et ensuite la série de science fiction Timeless, de 2016 à 2018.
Elle a défrayé la chronique pour avoir fait des vidéos érotiques qui ont été piratées et diffusées sur Internet.

## Biographie
Née à Gulf Breeze, en Floride, Abigail est la fille de Lydia Ann (née Brown) et du surfeur Yancy Spencer III. 
Elle a deux frères, Yancy Spencer IV (né en 1973) et Sterling Spencer (né en 1986). Son père est décédé, à l'âge de 60 ans, d'une crise cardiaque le 14 février 2011.

### Vie privée
En 2004, à l'âge de vingt-trois ans, elle a épousé son compagnon de longue date Andrew Pruett. Le 19 septembre 2008, elle a donné naissance à leur fils, Roman Pruett. Après s'être séparés à l'amiable en août 2011, elle a demandé le divorce en février 2012, au bout de huit ans de mariage. 
Elle a été en couple de 2012 à 2017 avec l'acteur Josh Pence.
Le 19 mai 2018, elle était présente, comme une grande partie du casting de Suits, au mariage du Prince Harry et de Meghan Markle, collègue et amie de travail.

## Carrière

### Débuts d'actrice (années 2000)
Elle décroche son premier rôle dans le soap opera américain populaire La Force du destin. L'actrice attribuera ses débuts professionnels à la présentatrice d'émission et actrice américaine, Kathie Lee Gifford. En effet, Spencer travaillait pour Gifford en tant que nourrice, après que les deux femmes se soient rencontrées dans les coulisses du tournage d'une émission de télévision. Elle lui a fait part de son intérêt pour le milieu du divertissement et la présentatrice décida alors de présenter la débutante Spencer au directeur de casting du feuilleton.  
De juin 1999 à avril 2001, elle joue le rôle de Rebecca Tyree, qui lui permet de se faire remarquer et de remporter le Soap Opera Digest Awards de la révélation féminine, en 2000,. 
Après quelques interventions mineures, au cinéma et à la télévision, notamment dans un épisode des Experts, de Killer Instinct et de Gilmore Girls, elle se voit offrir le rôle principal de la série policière, produite par Lifetime, Angela's Eyes, en 2006. Elle incarne une agent du FBI, capable de déceler le mensonge chez les autres. Mais les audiences ne sont pas suffisantes et le programme est annulé après treize épisodes,. 
Dans les années suivantes, elle multiplie les rôles d'invitée dans des séries télévisées installées comme How I Met Your Mother, Private Practice, Bones et Castle. 
En 2009, elle joue le rôle de Suzanne Farrell, une institutrice éprise de l'un des antagonistes principaux de l'acclamée Mad Men, qui en est alors à sa troisième saison.

### Percée télévisuelle (années 2010)

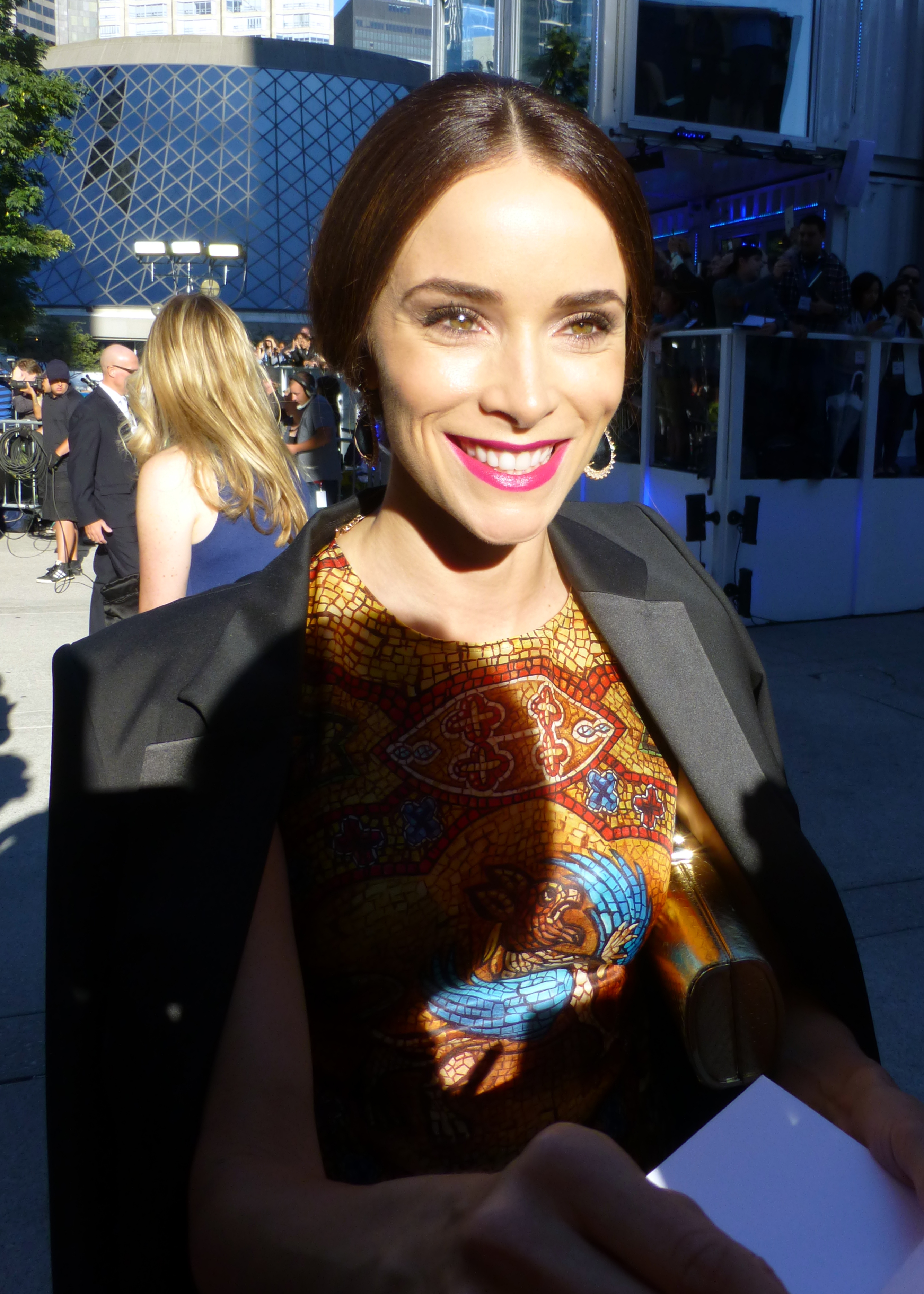
L'actrice à la première du film C'est ici que l'on se quitte, au Festival international du film de Toronto 2014.

En 2010, elle joue un rôle récurrent dans la deuxième saison de la série médicale, portée par Jada Pinkett Smith, Hawthorne : Infirmière en chef. 
L'année d'après, elle est au casting du blockbuster de science fiction Cowboys et Envahisseurs. Cette grosse production divise la critique et évite de peu l'échec au box office. La même année, elle est doit tenir l'un des premiers rôles de la série Grace, développée par ABC, aux côtés d'Eric Roberts et Anabelle Acosta, mais le projet ne dépasse finalement le stade de pilote.   
De 2011 à 2016, elle joue de manière régulière dans la série Suits : Avocats sur mesure. Parallèlement, elle enrichit sa carrière au cinéma.
En 2012, elle est à l'affiche de deux longs métrages, dans des seconds rôles pour le film biographique Chasing Mavericks, avec Gerard Butler et Jonny Weston et la comédie Target, portée par Reese Witherspoon et Chris Pine.  
En 2013, elle intervient dans le film fantastique Le Monde fantastique d'Oz aux côtés de James Franco, Mila Kunis et Rachel Weisz où elle est une jeune femme qui se soumet volontairement aux tours du magicien. 
Ces différents rôles l'aident à se faire remarquer par les producteurs de la série dramatique Rectify, qui suit une sœur aidant son frère à se reconstruire après dix-neuf ans d'emprisonnement. La série est plébiscitée par la critique et diffusée jusqu'en 2016, soit trente épisodes et quatre saisons. Elle permet à l'actrice d'être nommée pour le Satellite Award de la meilleure actrice dans une série télévisée dramatique ainsi que le Critics' Choice Television Award de la meilleure actrice dans un second rôle dans une série télévisée dramatique. Le show est également élu meilleure série de l'année lors des Peabody Awards. 
En 2014, elle joue dans de nombreux longs métrages : elle donne la réplique à John Travolta pour le thriller L'Affaire Monet, elle danse pour Cheyenne Jackson dans le drame indépendant, A Beautiful Now , qui lui vaut une citation pour le titre de meilleure actrice, lors du festival international du film de Madrid, et elle rejoint la comédie chorale C'est ici que l'on se quitte aux côtés de Jason Bateman, Tina Fey, Jane Fonda, Rose Byrne et Timothy Olyphant. 

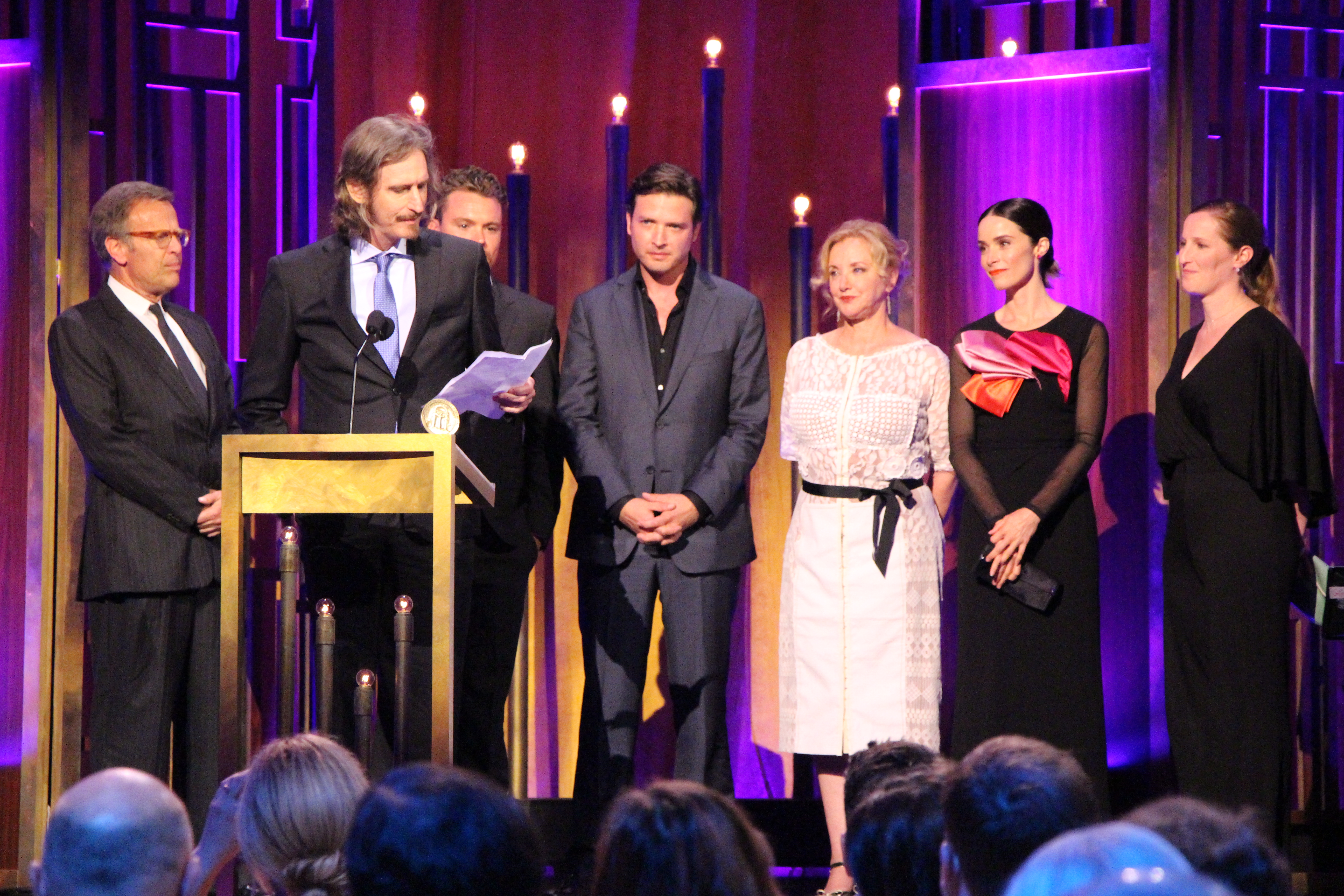
Ray McKinnon, récompensé pour Rectify lors des Peabody Awards 2015, entouré notamment de Mark Johnson, Clayne Crawford, Aden Young et Abigail Spencer.

En 2015, elle retourne à la télévision et devient l'ex-femme de Colin Farrell dans la seconde saison de True Detective. Elle produit un court métrage dramatique, Winter Light, lauréat de plusieurs prix lors de nombreux festivals.  
Sa carrière prend un nouveau tournant, en 2016, lorsqu'elle est repérée pour interpréter Lucy Preston dans la série de science fiction Timeless. Elle fait partie de la distribution principale aux côtés de Matt Lanter et Malcolm Barrett qui voyagent dans le temps, afin d'arrêter un criminel interprété par Goran Višnjić souhaitant modifier le cours de l'histoire. Faute d'audiences, le programme est annulé. Mais à la suite d'une mobilisation massive des fans, la série est repêchée par la chaîne NBC qui finance une seconde et dernière saison.    
La série est nommée pour le Saturn Awards et le People's Choice Awards de la meilleure série télévisée de science fiction, démontrant un certain intérêt du public en dépit d'audiences en deçà des attentes des studios de production. La critique est aussi divisée sur la série mais salue la performance de Spencer : Variety la juge « prodigieusement talentueuse, qui joue un personnage dont les traits de personnalité majeurs sont l'intelligence et le courage ». Deadline.com déclare que la série est un « gaspillage du talent de Spencer ». Le New York Times la trouve « géniale en tant que personnage central ». En 2017, l'actrice est nommée pour le Teen Choice Awards de la meilleure actrice dans une série télévisée de science fiction. Parallèlement, l'actrice remplace Bridget Regan, occupée par le tournage de la série post-apocalyptique The Last Ship, dans la série médicale à succès Grey's Anatomy à partir de la quatorzième saison. Elle incarne la sœur disparue d'Owen Hunt dans une poignée d'épisodes,. En 2019, elle annonce le retour de son personnage pour la quinzième saison,.  
En 2018, à l’arrêt de Timeless, elle fait son retour sur les plateaux de Suits : Avocats sur mesure. Dans le même temps, les fans de Timeless se mobilisent, une nouvelle fois, et poussent la production à réaliser un final événement de deux épisodes, afin de clore convenablement les intrigues. En effet, les tentatives de rachat de la série par un autre réseau ont échoué en raison d’un coût de production par épisode trop élevé . 
Elle signe en 2019 pour la série dramatique Reprisal sur le réseau Hulu, où elle tient le rôle principal, mais la série s'arrête au bout d'une saison.

## Filmographie

### Cinéma

#### Longs métrages
- 2001 : Campfire Stories de Bob Cea, Andrzej Krakowski (en) et Jeff Mazzola : Melissa
- 2003 : Truth and Dare d'Alpesh Patel (en) : Skye
- 2005 : A Coat of Snow de Gordy Hoffman : Sandy
- 2007 : Jekyll de Scott Zakarin (en) : Talia Carew
- 2010 : In My Sleep (en) d'Allen Wolf (en) : Gwen
- 2011 : Cowboys et Envahisseurs (Cowboys & Aliens) de Jon Favreau : Alice
- 2012 : Target (This Means War) de McG : Katie
- 2012 : Chasing Mavericks de Michael Apted et Curtis Hanson : Brenda Hesson
- 2013 : The Haunting in Georgia (The Haunting in Connecticut 2 : Ghosts of Georgia) de Tom Elkins : Lisa Wyrick
- 2013 : Le Monde fantastique d'Oz (Oz : The Great and Powerful) de Sam Raimi : May
- 2013 : Kilimanjaro de Walter Strafford : Yvonne
- 2014 : C'est ici que l'on se quitte (This Is Where I Leave You) de Shawn Levy : Quinn Altman
- 2014 : L'Affaire Monet (The Forger) de Philip Martin : Agent Paisley
- 2015 : A Beautiful Now de Daniela Amavia (en) : Romy
- 2015 : H8RZ (en) de Derrick Borte : Laura Sedgewick
- 2016 : The Sweet Life (en) de Rob Spera : Lolita Nowicki

#### Courts métrages
- 2006 : Hooked de Richie Keen : Wendy
- 2007 : Passing the Time de Caprice Crane : Jessica
- 2013 : Here and Now de Julian Higgins : Une femme (également scénariste et productrice exécutive)
- 2014 : The Pieces de Taylor Kitsch : Vanessa
- 2015 : Stars de Krista Vernoff : Heather
- 2015 : A Walk in Winter de Ryan Moody : Abigail
- 2017 : Three Women d'Alex Beh : Madeline

### Télévision

#### Séries télévisées
- 1999 - 2000 : La Force du destin (All My Children) : Rebecca 'Becca' Tyree
- 2005 : Les Experts (CSI : Crime Scene Investigation) : Becky Lesterv
- 2006 : Killer Instinct : Violet Summers
- 2006 : Gilmore Girls : Megan
- 2006 : Angela's Eyes : Angela Henson
- 2007 : Ghost Whisperer : Cindy Brown (saison 2, épisode 14)
- 2007 : My Boys (en) : Lyssa
- 2007 - 2014 : How I Met Your Mother : Carole
- 2008 : Welcome to The Captain : Claire Tanner
- 2008 : Bones : Phillipa Fitz (saison 3 épisode 10)
- 2008 : Moonlight : Simone Walker
- 2009 : Private Practice : Rachel
- 2009 : Mad Men : Suzanne Farrell
- 2009 : Castle : Sarah Reed
- 2010 : The Glades : Ashley Carter
- 2010 : Hawthorne : Infirmière en chef (Hawthorne) : Dr Erin Jameson
- 2010 - 2012 : Childrens Hospital : Maxine Spratt
- 2011 : How to Be a Gentleman : Lydia
- 2011 - 2019 : Suits, avocats sur mesure (Suits) : Dana 'Scottie' Scott
- 2013 : NTSF:SD:SUV:: (en) : Caroline
- 2013 - 2016 : Rectify : Amantha Holden
- 2015 : True Detective : Gena Brune
- 2016 - 2018 : Timeless : Lucy Preston
- 2016 : Comedy Bang! Bang! (en) : Vanna
- 2017 - 2022 : Grey's Anatomy : Dr Megan Hunt
- 2019 : Reprisal : Doris Dearie / Katherine Harlow
- 2021 : Rebel : Misha
- 2022 : Harry & Megan : elle-même
- 2023 - 2024 : Extended Family : Julia Kearney
- 2025 : New York, police judiciaire : Michelle Burns (saison 24, épisode 12)
- 2025 : 9-1-1 : Amber Braeburn (saison 8, épisodes 9 et 10)

#### Téléfilms
- 2005 : Fathers and Sons de Rodrigo García, Jared Rappaport et Rob Spera : Clarissa

### Productrice
- 2015 : Winter Light de Julian Higgins (court métrage)
- 2025 : The Actor de Duke Johnson

## Voix francophone

### France
| - Céline Mauge dans : - Chasing Mavericks - Target - Rectify (série télévisée) - New York, police judiciaire (série télévisée) - Julie Dumas dans : (les séries télévisées) - Angela's Eyes - Mad Men - Hawthorne : Infirmière en chef - Marie Diot dans : (les séries télévisées) - The Glades - Timeless - Grey's Anatomy - Jessica Monceau dans : - Burning Love (série télévisée) - Harry & Meghan (documentaire) - With Love, Meghan (émission) | - Pamela Ravassard dans : (les séries télévisées) - Suits, avocats sur mesure (série télévisée) - 9-1-1 - Hélène Bizot dans : - Le Monde fantastique d'Oz - C'est ici que l'on se quitte Et aussi - Déborah Perret dans Ghost Whisperer (série télévisée) - Sophie O dans L'Affaire Monet - Cindy Tempez dans True Detective (série télévisée) - Audrey Sourdive dans Rebel (série télévisée) |

### Québec
- Magalie Lépine-Blondeau dans Cowboys et Aliens
- Stéfanie Dolan dans À la poursuite de Mavericks
- Geneviève Désilets dans Malédiction au Connecticut : Les fantômes de la Géorgie
- Ariane-Li Simard-Côté dans Oz, le magnifique

## Distinctions

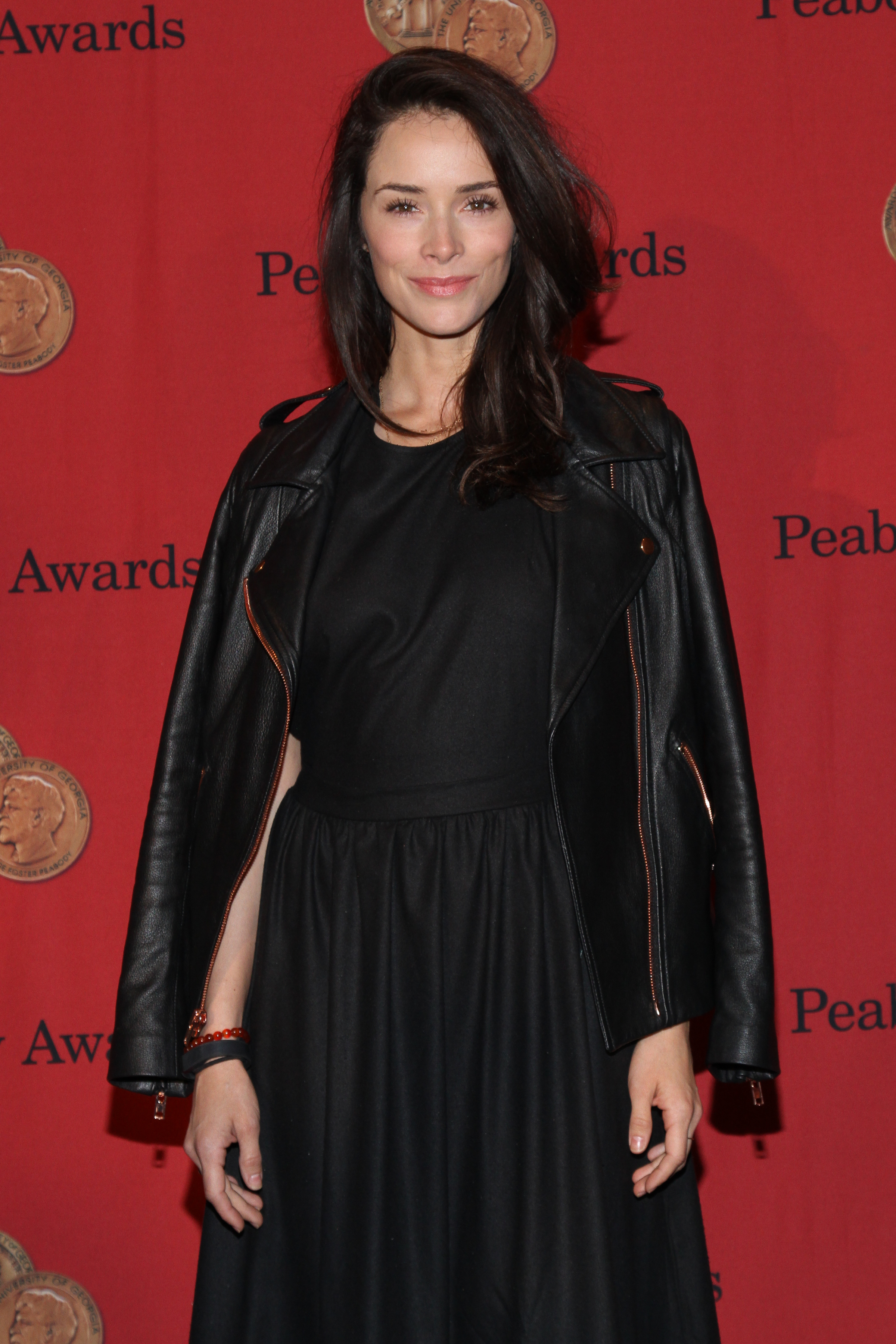
Photographiée lors de la cérémonie des Peabody Awards, en 2014, pour la série télévisée Rectify.

Sauf indication contraire ou complémentaire, les informations mentionnées dans cette section proviennent de la base de données IMDb.

### Récompenses
- Soap Opera Digest Awards 2000 : Révélation féminine pour La force du destin
- The Film Series at Cine Gear Expo - A Tribute to the Visual Art of Filmmaking 2015 : Prix du Grand Jury du meilleur court métrage indépendant pour Winter Light

### Nominations
- Critics' Choice Television Awards 2013 : meilleure actrice dans un second rôle dans une série télévisée dramatique pour Rectify
- 18e cérémonie des Satellite Awards 2013 : meilleure actrice dans une série télévisée dramatique pour Rectify
- Festival international du film de Madrid 2014 : Meilleure actrice dans A Beautiful Now[16]
- 19e cérémonie des Teen Choice Awards 2017 : Meilleure actrice dans une série télévisée de science-fiction/fantastique pour Timeless[30]